# Vasojevići

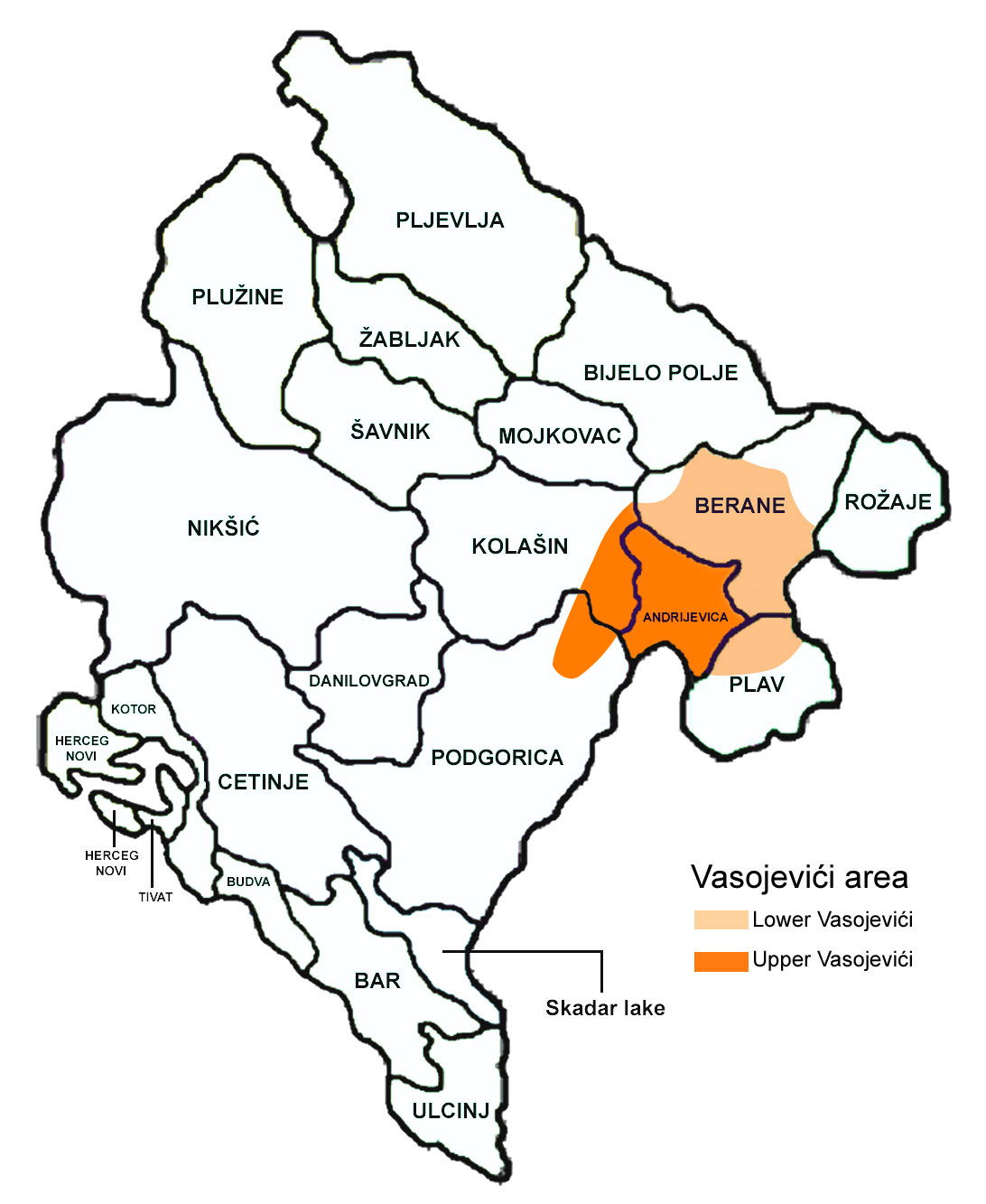
I territori del Montenegro abitati dai Vasojevići.

Il  clan Vasojevići (in montenegrino: Vasojevići/Васојевићи, albanese: Vasajt) è il più grande sottogruppo nazionale montenegrino, che, secondo alcune fonti, avrebbe origini albanesi. Occupa l'area tra Vjetarnih, vicino Lijeva Rijeka, a sud e Bihor, presso Bijelo Polje, a nord, Mateševo a ovest e Plav a est, e rimane uno dei sette sottogruppi statali (Vasojevići, Moračani, Rovčani, Bratonožići, Kuči, Piperi e Bjelopavlići). Vasojevići corrisponde anche al nome della regione medesima.
Nonostante oggigiorno il centro maggiore sia collocato a Andrijevica (città del Montenegro nord-orientale), la popolazione si estende fino a Lijeva Rijeka (Fiume Sinistro) nel Montenegro centrale. Il fondatore, Vaso, arrivò nell'area dopo la battaglia del Cossovo e da lì il gruppo accrebbe rapidamente, arrivando a occupare la zona delle montagne Komovi e le sponde del fiume Lim; poi continuò l'espansione nel tempo in direzione della Serbia attuale e del resto del Montenegro.

## Storia
La prima notazione scritta del gruppo Vasojevići compare per la prima volta in un archivio di Ragusa nel 1444. Prima di ciò pare che il nome Vasojevići e poi tutta la tradizione popolare del gruppo sia arrivata ai nostri giorni solo per via orale.
Secondo la leggenda, il gruppo risalirebbe alla persona di Stefan Nemanja (XII sec.), gran principe di Raška, fondatore della dinastia Nemanjić e, a seguito della sua morte a San Simeone, patrono della chiesa ortodossa serba.

## Personaggi di origine Vasojevići
- Milla Jovovich - modella e attrice statunitense
- Slobodan Milošević - ex presidente di Serbia e Jugoslavia
- Momir Bulatović - ex presidente del Montenegro ed ex primo ministro della Jugoslavia